# Bobby Carpenter
Robert E. „Bobby“ Carpenter junior (* 13. Juli 1963 in Beverly, Massachusetts) ist ein ehemaliger US-amerikanischer Eishockeyspieler, -trainer und -funktionär, der im Verlauf seiner aktiven Karriere zwischen 1979 und 1999 unter anderem 1.318 Spiele für die Washington Capitals, New York Rangers, Los Angeles Kings, Boston Bruins und New Jersey Devils in der National Hockey League (NHL) auf der Position des Centers bestritten hat. Mit den New Jersey Devils gewann Carpenter sowohl im Jahr 1995 als Spieler als auch in den Jahren 2000 und 2003 als Assistenztrainer den Stanley Cup. Seine Tochter Alex Carpenter ist ebenfalls professionelle Eishockeyspielerin und mehrfache Weltmeisterin.

## Karriere
Bobby Carpenter begann seine Karriere als Eishockeyspieler in seiner High School bei den St. John’s Pioneers, für die er von 1979 bis 1981 aktiv war. Anschließend wurde er im NHL Entry Draft 1981 in der ersten Runde als insgesamt dritter Spieler von den Washington Capitals ausgewählt. In der Saison 1981/82 schaffte er sofort den Sprung in die National Hockey League und erzielte in seinem Rookiejahr in 80 Spielen 32 Tore und gab weitere 35 Vorlagen. Er war der erste High-School-Spieler überhaupt, der ohne Umwege über Minor Leagues in der NHL zum Einsatz kam, was dazu führte, dass fortan die NHL-Scouts bereits High-School-Spiele beobachteten. Ebenfalls für Washington spielend, konnte der Center in der Saison 1984/85 als erster US-Amerikaner mehr als 50 Tore in einer NHL-Spielzeit erzielen. Insgesamt erreichte er 53 Tore und übertraf die vorherige Bestmarke eines US-Amerikaners, die von Joe Mullen aufgestellt worden war, um zwölf Tore.
Am 1. Januar 1987 wurde Carpenter zusammen mit einem Zweitrunden-Wahlrecht für den NHL Entry Draft 1989 im Tausch gegen Bob Crawford, Kelly Miller und Mike Ridley an die New York Rangers abgegeben. Etwas mehr als zwei Monate später transferierten ihn diese jedoch gemeinsam mit Tom Laidlaw und im Tausch für Jeff Crossman, Marcel Dionne und ein Drittrunden-Wahlrecht im NHL Entry Draft 1989 zu den Los Angeles Kings, bei denen er die folgenden zwei Jahre verbrachte. Im Januar 1989 wechselte Carpenter im Tausch gegen Steve Kasper zu den Boston Bruins. Den Großteil der Saison 1990/91 musste er aufgrund einer Knieverletzung aussetzen. Am 30. Juni 1992 unterschrieb er einen Vertrag als Free Agent bei seinem Ex-Club Washington Capitals. Dort blieb er eine Spielzeit lang, ehe er von 1993 bis zu seinem Karriereende 1999 im Alter von 36 Jahren für die New Jersey Devils in der NHL auf dem Eis stand. Mit diesen gewann er in der Saison 1994/95 den prestigeträchtigen Stanley Cup.
Im Anschluss an seine Spielerkarriere blieb Carpenter dem Franchise der New Jersey Devils als Trainer erhalten und arbeitete von 1998 bis 2000 für deren Farmteam, die Albany River Rats aus der American Hockey League, als Assistenztrainer. In gleicher Funktion war er in der Saison 1999/2000 parallel für das NHL-Team der Devils tätig und gewann mit der Mannschaft erneut den Stanley Cup. Von 2000 bis 2004 arbeitete Carpenter erneut als Co-Trainer für die Devils in der NHL und gewann 2003 zum dritten Mal den Stanley Cup. Während der Saison 2001/02 übernahm er zudem das AHL-Team der Albany River Rats als Cheftrainer. 2007 wurde er aufgrund seiner Verdienste mit der Aufnahme in die United States Hockey Hall of Fame geehrt. Ab 2009 arbeitete er in der Organisation der Toronto Maple Leafs als Scout und war für die Integration der Nachwuchsspieler zuständig.
Vor der Saison 2017/18 wurde er von Mike Keenan gebeten, sein Assistenztrainer von Kunlun Red Star aus der Kontinentalen Hockey-Liga zu werden. Anfang Dezember 2017 wurde Keenan von seinen Aufgaben entbunden und Carpenter übergangsweise zum Cheftrainer befördert. Zur Saison 2018/19 wurde mit Jussi Tapola ein neuer Cheftrainer vorgestellt. Im Oktober 2018 wurde Carpenter als Cheftrainer der Kassel Huskies aus der DEL2 vorgestellt. Bereits am 11. November 2018 wurde ihm mit Tim Kehler ein gleichberechtigter zweiter Coach an die Seite gestellt, bevor die Zusammenarbeit Mitte Dezember desselben Jahres endete.

### International
Für die USA nahm Carpenter an der Junioren-Weltmeisterschaft 1981 sowie der Weltmeisterschaft 1987 teil. Zudem stand er 1984 und 1987 im Aufgebot seines Landes beim Canada Cup.

## Erfolge und Auszeichnungen
| - 1985 Teilnahme am NHL All-Star Game - 1995 Stanley-Cup-Gewinn mit den New Jersey Devils - 2000 Stanley-Cup-Gewinn mit den New Jersey Devils (als Assistenztrainer) | - 2003 Stanley-Cup-Gewinn mit den New Jersey Devils (als Assistenztrainer) - 2008 Aufnahme in die United States Hockey Hall of Fame |

## Karrierestatistik

### International
Vertrat die USA bei:
- Junioren-Weltmeisterschaft 1981
- Canada Cup 1984
- Weltmeisterschaft 1987
- Canada Cup 1987

(Legende zur Spielerstatistik: Sp oder GP = absolvierte Spiele; T oder G = erzielte Tore; V oder A = erzielte Assists; Pkt oder Pts = erzielte Scorerpunkte; SM oder PIM = erhaltene Strafminuten; +/− = Plus/Minus-Bilanz; PP = erzielte Überzahltore; SH = erzielte Unterzahltore; GW = erzielte Siegtore; 1 Play-downs/Relegation; Kursiv: Statistik nicht vollständig)